# Cirroc Lofton
Cirroc Lofton (* 7. srpna 1978 Los Angeles, Kalifornie) je americký herec. Svoji hereckou kariéru začal již v devíti letech a postupem času dostal řadu menších rolí v televizních seriálech. Jeho nejznámější postavou je Jake Sisko, syn velitele vesmírné stanice Deep Space Nine ze sci-fi seriálu Star Trek: Stanice Deep Space Nine (1993–1999). Dále hrál např. v seriálu The Hoop Life z prostředí baseballu či dramatickém seriálu Soul Food, objevil se např. i v Kriminálce Miami.
Je synovcem bývalého baseballisty Kennyho Loftona.